# فرانسی سوئیفت
فرانسی سوئیفت (انگلیسی: Francie Swift؛ زادهٔ ۲۷ مارس ۱۹۶۹) یک هنرپیشه تلویزیون و سینما اهل ایالات متحده آمریکا است. وی از سال ۱۹۸۶ میلادی تاکنون مشغول فعالیت بوده‌است.

## گزیدهٔ آثار

### سینما
- پلیس تعلیق‌شده (۲۰۱۰)
- مهلت دو هفته‌ای (۲۰۰۲)
- جهانگرد (۲۰۰۱)
- پاییز (۱۹۹۷)
- داغ ننگ (۱۹۹۵)
- بوی خوش زن (۱۹۹۲)

### تلویزیون
- ابتدایی (۲۰۱۳)
- خانه پوشالی (۲۰۱۳)
- مظنون (۲۰۱۲)
- قانون و نظم: واحد قربانیان ویژه (۲۰۱۱–۲۰۱۰)
- یقه سفید (۲۰۱۰)
- همسر خوب (۲۰۱۰–۲۰۰۹)
- دختر سخن‌چین (۲۰۱۱–۲۰۰۷)
- سی‌اس‌آی: میامی (۲۰۰۵)
- به سوی جنوب (۱۹۹۹)
- ببوس و بگو (۱۹۹۶)
- قانون و نظم (۱۹۹۲ و ۱۹۹۵ و ۲۰۰۹)